# Tarnawa (Ukraina)
Tarnawa (ukr. Тернава) – wieś w rejonie samborskim (wcześniej w rejonie starosamborskim) obwodu lwowskiego Ukrainy. Wieś liczy około 640 mieszkańców. Leży nad rzeką Jasenka. Jest siedzibą silskiej rady.
Wieś szlachecka, własność Herburtów położona była w 1589 roku w ziemi przemyskiej województwa ruskiego. Znajdowała się tu żupa solna. W okresie zaboru austriackiego wchodziła w skład powiatu dobromilskiego.
W 1921 r. liczyła około 824 mieszkańców. W II Rzeczypospolitej należała do powiatu dobromilskiego województwa lwowskiego.
W styczniu 1945 nacjonaliści ukraińscy z OUN-UPA zamordowali tutaj 11 Polaków.

## Ważniejsze obiekty
- Cerkiew św. Paraskewii w Tarnawie